# Tiger Kirchharz

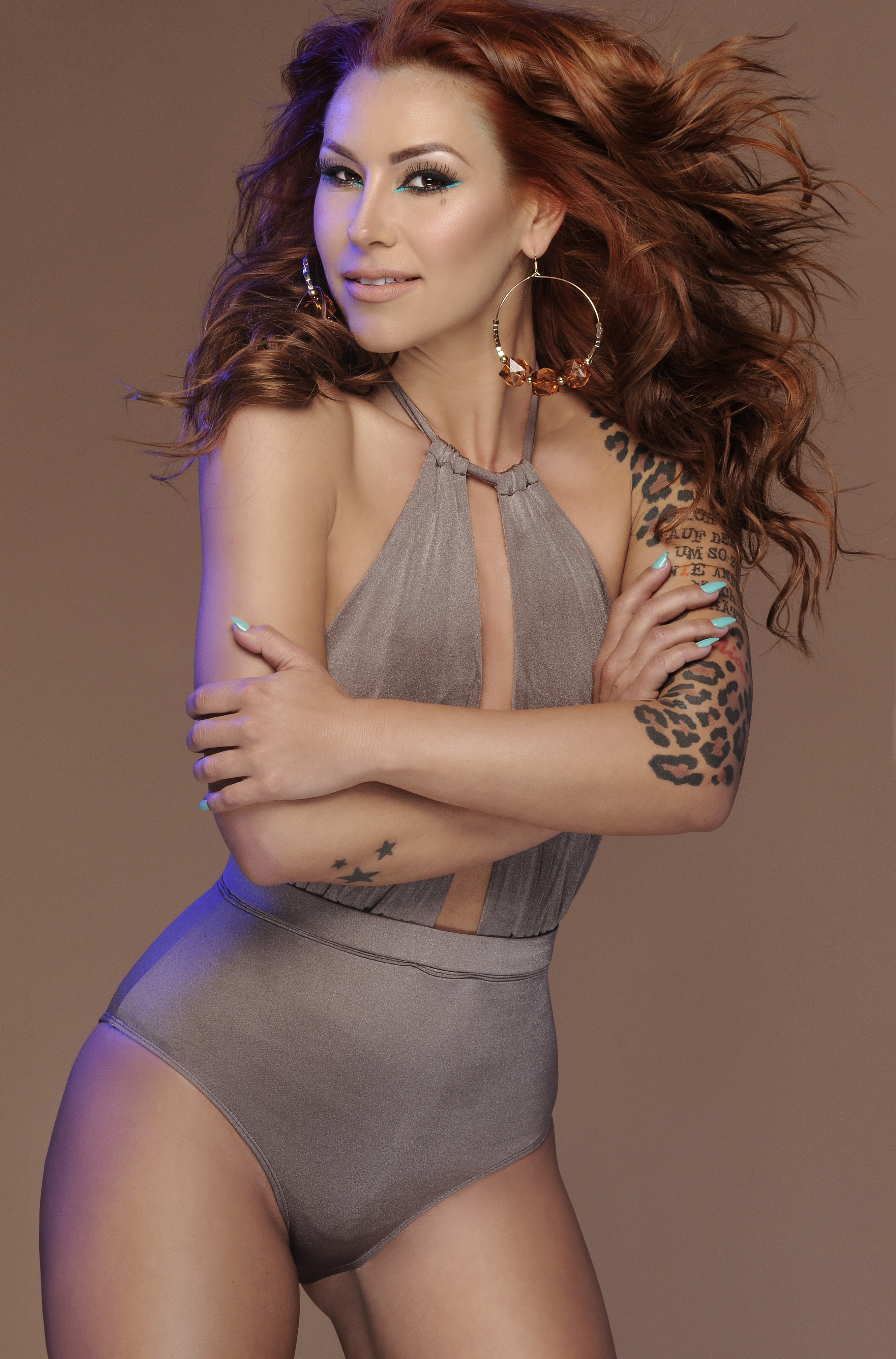
Tiger Kirchharz

Diana „Tiger“ Kirchharz (* 7. Januar 1985 in München) ist eine deutsche Tänzerin, Choreographin, Fotomodell und Filmschauspielerin.

## Leben
Tiger begann mit 4 Jahren das Tanzen. Ihr Vater „taufte“ die Dritte seiner Töchter Tiger, als sie sich in Janoschs kleinen Tiger verliebte – und nur noch reagierte, wenn er sie Tiger rief. Neben dem Ballettunterricht begann sie im Alter von 6 Jahren mit Hip-Hop und Lateinamerikanischen Tänzen. Mit 14 Jahren fing sie an zu unterrichten und gründete im Alter von 16 Jahren eine eigene Dance Company. Nach ihrem Schulabschluss begann sie eine Tanzausbildung bei Jessica Iwanson in zeitgenössischem Bühnentanz und erweiterte ihre Ballett-, Modern- und Jazzfähigkeiten an der Iwanson Schule. 2009  baute Tiger eine Show mit dem Titel „MTV“ auf um damit an den Europa- und Weltmeisterschaften teilzunehmen. Tiger ist darüber hinaus als Choreographin, Jurorin bei Tanzwettbewerben (IDO, TAF, Dänische Meisterschaft 2013), Filmschauspielerin und Model tätig. Sie trat als bisher einzige europäische Tänzerin in den Hollywoodfilmen Step Up: Miami Heat (2012) und Step Up: All In (2014) auf. Sie choreographierte zahlreiche Kinofilme und ist in manchen selber zu sehen.

## Tanzerfolge
- 45 Deutsche Meistertitel in den Kategorien Hip-Hop, Lateinamerikanische Tänze, Standardtänze und Discodance, ebenso viele Titel als Deutscher Vizemeister
- 2012 Weltmeisterin[6] und Vizeweltmeisterin[7] Production Show
- 2009 Weltmeisterin[8] und Europameisterin[9] in Production Show
- 2008 Europameisterin in Hip-Hop Formation[10]
- 2008 Europameisterin in Hip-Hop Small Group[11]
- 2006 Finalistin in der Casting Sendung „Dancestar“ auf Viva mit Detlef Soost[12]
- 1999 2-fache Gewinnerin in Lateinamerikanischen Tänzen „Hessen tanzt“

## TV-Auftritte als Tänzerin
- 2016 Deutschland tanzt, ProSieben – Nils Brunkhorst (Tanz und Choreographie)[13]
- 2015 Menschen 2015, ZDF – Robin Schulz
- 2015 MTV EMA’S  – Pharrell Williams – Mailand[14]
- 2015 Isle of MTV – Omi – Malta
- 2013 MTV EMA’S –  Icona Pop – Amsterdam
- 2012 MTV EMA’S – Psy / Rita Ora / Pitbull – Frankfurt
- 2012 BRIT Awards – Rihanna – London[15]
- 2010 Choreographin/Tänzerin für RTL TV Show „Nur die Liebe zählt“ – München
- 2009 MTV EMA’S – Shakira – Berlin[15]
- 2007 MTV EMA’S – will.i.am / Avril Lavigne – München

## Film

### Tanz und Schauspiel
- 2020 Nightlife[16]
- 2017: Euphoria[17]
- 2017 Bullyparade – Der Film[18][19]
- 2016 Willkommen bei den Hartmanns[20][21]
- 2016 Verrückt nach Fixi[22]
- 2014 Step Up: All In
- 2012 Step Up: Miami Heat
- 1995 Kurzfilm „Paolo“ – Marcus O. Rosenmüller – Griechenland

### Choreographie
- 2024 Bibi Blocksberg
- 2023 Die Schule der magischen Tiere 3
- 2021 Check 24 Commercial
- 2021 Die Schule der magischen Tiere 2 – Voller Löcher
- 2020 Oskars Kleid
- 2019 Nightlife[23]
- 2019 Die Schule der magischen Tiere – der Film
- 2019 Aktenzeichen XY
- 2018 Hannes[24]
- 2017 Fack Ju Göthe 3[25]
- 2016 Willkommen bei den Hartmanns[20]
- 2016 Zwei Sturköpfe im Dreivierteltakt[26]
- 2014 Winterkartoffelknödel
- 2008 1½ Ritter – Auf der Suche nach der hinreißenden Herzelinde

## Show
- 2015 OMI bei seiner Performance auf der Meisterfeier des FC Bayern München[27]
- 2013 AUDI Eröffnungsfeier (Choreografie)[28]

## Auszeichnungen
- TAF Award 2013 der The Actiondance Federation (TAF)[29]
- 2007 Gold-DVD für „Dance like a Popstar“-DVD[30]